# Sausar
Sausar är en ort i Indien.   Den ligger i distriktet Chhindwāra och delstaten Madhya Pradesh, i den centrala delen av landet, 800 km söder om huvudstaden New Delhi. Sausar ligger 360 meter över havet och antalet invånare är 26 704.
Terrängen runt Sausar är platt. Runt Sausar är det ganska tätbefolkat, med 192 invånare per kvadratkilometer. Sausar är det största samhället i trakten. Omgivningarna runt Sausar är en mosaik av jordbruksmark och naturlig växtlighet.